# Jorge Ayala Blanco
Jorge Ayala Blanco (Ciudad de México, 1942) es un historiador y crítico de cine mexicano, autor y profesor decano de la Universidad Nacional Autónoma de México (UNAM). 

## Biografía
Pese a que estudió la carrera de Químico Industrial en el Instituto Politécnico Nacional y tras intentar entrar a estudiar cine en el Centro Universitario de Estudios Cinematográficos de la UNAM, donde ocupó un lugar como maestro y no como alumno, se inclinó hacia el terreno del ensayo. Con más de cuarenta años de trayectoria es, además, profesor del Centro Universitario de Estudios Cinematográficos de la UNAM desde 1964 y el centro cultural Casa Lamm.
Su aporte al estudio del cine lo ha significado su “abecedario” del cine mexicano, una serie de libros de gran importancia para entender las más representativas películas de su país. Esta serie la conforman los libros: La Aventura del Cine Mexicano (1968), La Búsqueda del Cine Mexicano (1974), La Condición del Cine Mexicano (1986), La Disolvencia del Cine Mexicano (1991), La Eficacia del Cine Mexicano (1994), La Fugacidad del Cine Mexicano (2001), La Grandeza del Cine Mexicano (2004), La Herética del Cine Mexicano (2006), La Ilusión del Cine Mexicano (2012), La Justeza del Cine Mexicano (2011), La Khátarsis del Cine Mexicano (2016), La Lucidez del Cine Mexicano (2016), La Madurez del Cine Mexicano (2017), La Novedad del Cine Mexicano (2018), La Ñerez del Cine Mexicano (2019), La Orgánica del Cine Mexicano (2020), La Potencia del Cine Mexicano (2021) y La Querencia del Cine Mexicano (2022), La Resiliencia del Cine Mexicano (2024).
Becario del Centro Mexicano de Escritores (1965-1966) y miembro del Sistema Nacional de Investigadores (1988 a la fecha), fue nombrado ganador del Premio Universidad Nacional en 2006 en el área de Docencia en Artes, recibiendo el galardón de manos del entonces rector de la UNAM, Juan Ramón de la Fuente. En 2011, por su trayectoria, la Cineteca Nacional y la Fundación Carmen Toscano lo reconocieron con la medalla Salvador Toscano, que recibió en la 53 edición de los premios Ariel.
Es además autor de libros sobre cine extranjero, entre los que destacan: Cine norteamericano de hoy, Falaces fenómenos fílmicos, A salto de imágenes, El cine: juego de estructuras, El cine invisible, El cine actual, desafío y pasión, El cine actual, palabras clave, El cine actual, verbos nucleares, El cine actual, estallidos genéricos y El cine actual, confines temáticos. Ha sido compilador de nueve volúmenes divididos por décadas y redactados con la colaboración de María Luisa Amador, todos llamados "Cartelera cinematográfica"; comienza con la de 1912-1919 (la más reciente en ser publicada), y continúa cada tomo por decenios hasta llegar a 1980-1989 (publicada en 2006). Cuenta con otras publicaciones como son el Prólogo, recopilación y notas de El gallo de oro y otros textos sobre cine de Juan Rulfo (1980).
Desde 1969 asiste regularmente a festivales de cine en Berlín, Río de Janeiro, Buenos Aires, Cartagena, Huelva, Mazatlán, Amiens, Nantes o la propia Ciudad de México, de los cuales incluso ha formado parte como jurado.
Ayala Blanco ha sido colaborador en suplementos como México en la Cultura del diario Novedades (1963-1968); La cultura en México de la revista Siempre! (1968-1987); Diorama de la Cultura del diario Excélsior (1969-1973); La Jornada de enmedio del diario La Jornada (1986), en la Revista Mexicana de Cultura del periódico El Nacional (1997-1998); en la sección cultural del diario El Financiero (1989-2014), donde escribió la columna «Cinefilia Exquisita» en la versión impresa y en la versión electrónica del diario entre 2014 y 2015. También fue secretario de redacción de la Revista de Bellas Artes (1966-1968). Desde 2015, es colaborador del suplemento cultural Confabulario del diario El Universal.
En 1991 publicó una polémica crítica sobre la película mexicana Mentiras piadosas, de Arturo Ripstein que provocó una demanda por "daños patrimoniales". La demanda no avanzó pero resultó en una airada y exitosa defensa a la prensa libre por parte de un amplio sector de intelectuales y artistas.
Ayala colaboró en la elaboración de 96 programas de la serie musicológica titulada Mujeres compositoras para Radio Educación y sus traducciones de poesía y filosofía a partir del francés, inglés, italiano y alemán.